# Juha-Pekka Haataja
Juha-Pekka Haataja (ur. 31 października 1982 w Oulu) – fiński hokeista, reprezentant Finlandii.

## Kariera
- Kärpät U16 (1997-1998)
- Kärpät U18 (1999-2000)
- Kärpät U20 (2000-2002)
- Kärpät (2002-2006)
- Lukko (2006-2009)
- HIFK (2009-2011)
- Kärpät (2011-2013)
- Atłant Mytiszczi (2013-2014)
- Kärpät (2014-2015)
- MODO (2015)
- KooKoo (2015-2017)
- HIFK (2017-2018)
- KooKoo (2018-2020)

Wychowanek i od kwietnia 2011 ponownie zawodnik klubu Kärpät. W listopadzie 2012 przedłużył kontrakt o trzy lata. Od maja 2013 zawodnik Atłanta Mytiszczi, związany dwuletnim kontraktem. W lipcu 2014 odszedł z klubu. Od lipca 2014 ponownie zawodnik Kärpät, związany dwuletnim kontraktem. Od stycznia do września 2015 zawodnik MODO. Od października 2015 zawodnik KooKoo. W maju 2017 przeszedł do HIFK. Od końca kwietnia 2018 ponownie zawodnik KooKoo. We wrześniu 2020 ogłoszono zakończenie jego kariery zawodniczej.
Uczestniczył w turnieju mistrzostw świata edycji 2013.

## Sukcesy
Klubowe
- Srebrny medal mistrzostw Finlandii: 2003 z Kärpät
- Złoty medal mistrzostw Finlandii: 2004, 2005 z Kärpät, 2011 z HIFK
- Brązowy medal mistrzostw Finlandii: 2006 z Kärpät, 2018 z HIFK
- Finał Pucharu Mistrzów: 2005, 2006 z Kärpät

Indywidualne
- SM-liiga (2006/2007):
  - Trzecie miejsce w klasyfikacji strzelców w sezonie zasadniczym: 27 goli[13]
  - Czwarte miejsce w klasyfikacji kanadyjskiej w sezonie zasadniczym: 59 punktów[14]
- SM-liiga (2008/2009):
  - Najlepszy zawodnik miesiąca – wrzesień 2008
  - Pierwsze miejsce w klasyfikacji strzelców goli w osłabieniu: 4 gole
- SM-liiga (2010/2011):
  - Drugie miejsce w klasyfikacji strzelców w fazie play-off: 8 goli[15]
  - Drugie miejsce w klasyfikacji asystentów w fazie play-off: 8 asyst[16]
  - Pierwsze miejsce w klasyfikacji kanadyjskiej w fazie play-off: 16 punktów[17]
- SM-liiga (2011/2012):
  - Najlepszy zawodnik miesiąca – styczeń 2012
  - Drugie miejsce w klasyfikacji strzelców w sezonie zasadniczym: 24 gole[18]
    - Pierwsze miejsce w klasyfikacji strzelców goli w przewadze: 11 goli
- SM-liiga (2012/2013):
  - Najlepszy zawodnik miesiąca – październik 2012
  - Pierwsze miejsce w klasyfikacji strzelców w sezonie zasadniczym: 28 goli[19] (Trofeum Aarnego Honkavaary)
    - Pierwsze miejsce w klasyfikacji strzelców goli w przewadze w sezonie zasadniczym: 12 goli

  - Siódme miejsce w klasyfikacji asystentów w sezonie zasadniczym: 31 asyst[20]
  - Pierwsze miejsce w klasyfikacji kanadyjskiej w sezonie zasadniczym: 59 punktów[21] (Trofeum Veliego-Pekki Ketoli)
  - Skład gwiazd sezonu
- Liiga (2016/2017):
  - Ósme miejsce w klasyfikacji strzelców w sezonie zasadniczym: 30 goli[22]
- Liiga (2017/2018):
  - Pierwsze miejsce w klasyfikacji +/- w fazie play-off: +9[23]
- Liiga (2019/2020):
  - Szóste miejsce w klasyfikacji asystentów w sezonie zasadniczym: 33 asysty[24]
  - Dziewiąte miejsce w klasyfikacji kanadyjskiej w sezonie zasadniczym: 50 punktów[25]